# برج انسانی

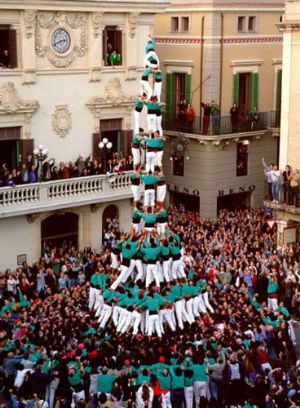
تصویری از یک برج انسانی تکمیل‌شدهٔ ۹ طبقه.

برج انسانی یا کَستِل (به اسپانیایی: Castell) نام مراسمی سنتی در منطقه کاتالونیای اسپانیا است. سابقه این مراسم به سده هجدهم بازمی گردد.
در سال ۲۰۱۰ به‌عنوان یکی از شاهکارهای شفاهی و ناملموس میراث بشری توسط یونسکو به ثبت رسید.